# 29457 Marcopolo
29457 Marcopolo è un asteroide della fascia principale. Scoperto nel 1997, presenta un'orbita caratterizzata da un semiasse maggiore pari a 2,4284896 UA e da un'eccentricità di 0,1930344, inclinata di 2,23093° rispetto all'eclittica. Il suo scopritore Vittorio Goretti lo dedicò all'esploratore Marco Polo.